# Sanionia fertilis
Sanionia fertilis là một loài Rêu trong họ Amblystegiaceae. Loài này được (Sendtn.) Loeske miêu tả khoa học đầu tiên năm 1907.